# Unterfeld
Die Ortschaft Unterfeld ist ein Ortsteil der Gemeinde Lindlar, Oberbergischen Kreis im Regierungsbezirk Köln in Nordrhein-Westfalen (Deutschland).

## Lage und Beschreibung
Unterfeld liegt nördlich von Lindlar an der Landesstraße 284 zwischen Wipperfürth-Niedergaul und Hartegasse im Tal des Baches Breun. Nachbarorte sind Breun, Müllerhof, Oberfeld und Roderwiese.

## Geschichte
1470 wurde Feld das erste Mal in einem Güterverzeichnis des Amtes Steinbach mit der Ortsbezeichnung „Velde“ erwähnt. Die Karte Topographia Ducatus Montani aus dem Jahre 1715 benennt zwei in Nachbarschaft gelegene Höfe mit „Feld“ und markiert sie als „Freyhof“. In der Karte Topographische Aufnahme der Rheinlande von 1825 werden die Höfe auf getrennten Hofräumen verzeichnet und mit Unterfeld und Oberfeld benannt. Unterfeld zeigt auf dieser Karte drei einzelne Gebäudegrundrisse.
Die Volksschule zu Unterfeld wurde 1883 neu errichtet und 1885 fertiggestellt. Zuvor war sie in Breun und Müllerhof untergebracht. Die Schule erhielt 1908 eine Wasserleitung und 1914 eine neue Abortanlage. 1955 wurde die Lehrerwohnung neu errichtet. 1968 wurden die Volksschulen aufgelöst, somit auch die Volksschule in Unterfeld.

## Sehenswürdigkeiten
- fünf Wegekreuze

## Busverbindungen
Schulbus:
- Z12a Stelberg – Müllerhof – Oberfeld – Roderwiese – Unterfeld (Schulbuszubringer)

Haltestelle Unterfeld:
- 332 Wipperfürth – Lindlar – Remshagen – Engelskirchen Bf. (OVAG)